# Theritas chaluma
Theritas chaluma is een vlinder uit de familie van de Lycaenidae. De wetenschappelijke naam van de soort is voor het eerst geldig gepubliceerd in 1902 door William Schaus.

## Synoniemen
- Thecla hamila Jones, 1912
- Denivia secunda Bálint, Johnson & Kroenlein, 1998